# Hookeria curviramea
Hookeria curviramea là một loài Rêu trong họ Hookeriaceae. Loài này được Müll. Hal. mô tả khoa học đầu tiên năm 1897.